# Becoming Jane - Il ritratto di una donna contro
Becoming Jane - Il ritratto di una donna contro (Becoming Jane) è un film del 2007 diretto da Julian Jarrold.
Film biografico che racconta i primi anni della celebre autrice Jane Austen, interpretata da Anne Hathaway, e incentrato sul suo rapporto con Thomas Langlois Lefroy, interpretato da James McAvoy.

## Trama
Fine Settecento. Jane è una giovane donna in attesa di sposarsi per passare dalla patria potestà alla potestà maritale, ma il suo intelletto acuto e vivace la rende desiderosa di andare oltre un destino già segnato. La sua è una famiglia semplice: il padre è un pastore protestante, la madre si occupa della casa. Jane ha numerosi fratelli, quasi tutti sposati tranne due: Henry, corteggiato da una donna vedova e benestante, più grande di lui, e Cassandra che è fidanzata. Anche la futura scrittrice è molto corteggiata e in particolare tutti si aspettano da lei che sposi il ricco ereditiero Mr. Wisley, un ragazzo sensibile, corretto e gentile, del quale lei, pur provando una sincera stima e simpatia, tuttavia non è innamorata.
La vita di Jane viene animata dall'arrivo di Tom Lefroy, un giovane e promettente avvocato di umili origini, che viene mandato "in punizione" in campagna dal ricco zio di cui è il pupillo, perché reo di condurre una vita cittadina dissoluta. Lefroy inizialmente mostra di disprezzare la vita campagna e punzecchia Jane mostrando di ignorarla e trattandola da provinciale, ma deve ben presto ricredersi nei confronti sia della natura che lo circonda che della giovane ragazza, di cui comprende subito l'intelligenza e il carisma fuori dal comune. Tom e Jane si innamorano teneramente e decidono di sposarsi, ma hanno bisogno del consenso del ricco zio di lui, da cui dipende la sopravvivenza della poverissima e numerosa famiglia Lefroy. Lo zio nega fermamente la sua approvazione, convinto da una lettera di false accuse e calunnie che gli è stata inviata da uno dei corteggiatori di Jane e che la dipinge solo come una cacciatrice di dote.
La prima reazione di Tom, davanti al rifiuto dello zio, è quella di respingere, seppur controvoglia Jane che ritorna a casa delusa e ferita; poco dopo, dunque, entrambi si fidanzano con le persone scelte per loro dalle rispettive famiglie. Ma Lefroy non riesce a reprimere il proprio amore per Jane, quindi torna da lei, le chiede perdono e le propone una fuga d'amore. Lei accetta con gioia, ma mentre stanno fuggendo, legge casualmente una lettera della madre di Tom che dimostra come la famiglia di lui dipenda totalmente dalla benevolenza del ricco zio, cosa di cui Jane era all'oscuro. La ragazza, sconvolta, decide quindi di affrontare Tom e gli dice che, pur amandolo, non vuole che entrambi si prendano la responsabilità della rovina della famiglia di lui. Lefroy tenta in tutti i modi di convincerla che possono farcela con le proprie forze, lui facendo l'avvocato e lei scrivendo, ma Jane è inamovibile e seppur col cuore a pezzi torna indietro dalla sua famiglia.
Subito i suoi corteggiatori si rifanno avanti, ma Jane sceglie infine di non sposarsi e di vivere in semplicità piuttosto che fare un matrimonio ricco ma senza amore. Il signor Wisley rispetta e accetta la scelta di Jane e la incoraggia a proseguire con il suo talento nella scrittura. Con Jane resterà anche la sorella Cassandra, anch'essa rimasta nubile dopo la morte improvvisa del suo promesso sposo. Al contrario il fratello Henry sceglie di sposarsi per migliorare la propria condizione economica ma anche spinto da sinceri sentimenti. Dalla sua travagliata e dolce storia d'amore con Tom, tuttavia, Jane trae l'ispirazione giusta per scrivere il suo più grande, amato e famoso capolavoro: Orgoglio e pregiudizio.
Molti anni dopo Jane, ormai scrittrice famosa, incontra nuovamente Tom, che è diventato a tutti gli effetti un avvocato di successo e si è sposato con un'altra donna, ma non ha mai dimenticato il suo vero e grande amore, tanto da aver chiamato la sua figlia primogenita Jane.

## Colonna sonora
1. First Impressions
2. Hampshire
3. Bond Street Airs
4. Bastingstoke Assembly
5. A Game of Cricket
6. Selbourne Wood
7. Lady Gresham
8. Advice From a Young Lady
9. Laverton Fair
10. To the Ball
11. Rose Garden
12. Mrs. Radcliffe
13. Goodbye Mr. Lefroy
14. Distant Lives
15. The Messenger
16. An Adoring Heart
17. Runaways
18. A Letter from Limerick
19. The Loss of Yours
20. To Be Apart
21. Deh vieni, non tardar (da Le nozze di Figaro)
22. Twenty Years Later
23. A Last Reading